# Teràpia vaginal postpart
La teràpia vaginal és la fisioteràpia específica per a prevenir i recuperar els efectes a la musculatura i teixits pelvians i vaginals, sobredilatats a causa de l'embaràs i del part. Consta de teràpia manual i exercicis educatius, sovint ajudats per grans boles terapèutiques, a les quals la dona s'hi seu, i per les esferes intravaginals, dues boles, una gran i una petita, que la dona ha d'introduir-se a la vagina. Aquesta teràpia s'ofereix gratuïtament a la Catalunya Nord (en França en general) però, tot i que existeix, a Espanya cal accedir-hi per la via privada.
Tot i que en principi la teràpia vaginal va néixer per a dones al seu postpart, actualment la fan també dones embarassades, ja que s'ha vist que és beneficiós per a preparar el cos i a més disminueix dolors i molèsties del part, mares recents però també dones que descobreixen amb molta posterioritat que de fet fa anys que tenen un problema de pelvis.
Alguns dels mètodes utilitzats són l'estirament manual de la musculatura interna de la vagina, i ensenyament de tècniques de contracció i relaxació dels teixits uterins són alguns dels mètodes amb els quals les terapeutes restableixen el to del perineu. Un dels recursos clàssics que indueixen aquesta combinació de contracció-relaxació uterina són les esferes intravaginals.

## Teràpia vaginal a Espanya
A Espanya, moltes dones desconeixen tant la seva fisiologia que no acudeixen a demanar ajuda si no hi ha un cas greu, tant que altera les funcions fisiològiques, de despenjament dels òrgans genitals, cas al qual els metges solen recomanar una intervenció quirúrgica. Això ocorre a causa d'un sistema sanitari encara amb tics androcentristes greus, molt preparat per a cuidar el fetus i el nadó (ecografies de tota classe, etc.) però que es desinteressa completament de la mare immediatament després del part. Molts metges espanyols també desconeixen, o en tot cas no informen les mares, que això es podria haver evitat amb aquesta teràpia. Malgrat ells, la demanda de teràpia vaginal creix en els darrers anys.
La majoria de mares a Espanya desconeixien que l'exagerada dilatació visceral que causen l'embaràs i el part les deixen sense to muscular ni força al teixit que sosté la pelvis, i que, si no fan res per evitar-ho, els òrgans genitals tendiran a caure. Algunes de les seqüeles, que no marxen per si soles si no es fa res, són el descens de la bufeta urinària, la matriu o el recte, dolor al mantenir relacions sexuals, flacciditat del ventre i incontinència urinària.